# Figlie della Confederazione
Le Figlie della Confederazione (in inglese United Daughters of the Confederacy) è un'organizzazione femminile che ha il compito di conservare e preservare la memoria storica degli Stati Confederati d'America durante la guerra civile americana.